# Jaula (película)
La casa de tiza es una película española de terror dirigida por Ignacio Tatay y protagonizada por Elena Anaya. La película está producida por la productora de Álex de la Iglesia y Carolina Bang Pokeepsie Films.

## Sinopsis
La trama de la película según la Academia del Cine de España: «Paula y su marido están volviendo de una cena cuando repentinamente se encuentran con una joven deambulando sola por la carretera. Dos semanas más tarde, tras conocer que nadie la reclama, deciden acogerla en su casa temporalmente y así también dar un giro a su vida de pareja. No será fácil, ya que la chica vive obsesionada con la fantasía de un monstruo que la castigará si sale de un cuadrado de tiza pintado en el suelo. Tras el fuerte vínculo que crean ambas, Paula iniciará un viaje por caminos oscuros para intentar descubrir el enigma del pasado de la pequeña».

## Reparto
- Elena Anaya como Paula
- Pablo Molinero como Simón
- Eva Tennear como Clara
- Eva Llorach como Maite
- Carlos Santos como Eduardo
- Esther Acebo como Claudia
- Eloy Azorín como Beltrán
- Mona Martínez como Arana
- Sonia Almarcha como Gloria

## Rodaje
El rodaje de la película fue pospuesto por la crisis sanitaria debido a la pandemia por el COVID-19. Tras el parón, en julio de 2020, fue reanudado, teniendo lugar en distintas localizaciones de la Comunidad de Madrid y prolongándose durante siete semanas.